# Lista de membros titulares da Academia Brasileira de Ciências empossados em 1999
Esta lista contém os nomes dos membros titulares da Academia Brasileira de Ciências empossados em 1999.
| Imagem | Nome                              | Datas de nascimento e falecimento          | Local de nascimento              | Área de especialização | Alma mater     | Data de posse       | Conhecido por | Referências |
| ------ | --------------------------------- | ------------------------------------------ | -------------------------------- | ---------------------- | -------------- | ------------------- | --- | ----------- |
|        | Antonio Carlos Martins de Camargo | 19 de janeiro de 1937                      | São Carlos, SP                   | Ciências Biomédicas    | USP            | 28 de abril de 1999 | Descobriu as duas primeiras oligopeptidases isoladas do citosol de tecidos de mamíferos e possivelmente envolvidas no metabolismo de neuropeptídeos e na apresentação de antígenos classe I |             |
|        | Arnaldo Leite Pinto Garcia        | 01 de maio de 1950                         | Valença, RJ                      | Ciências Matemáticas   | UFRJ           | 28 de abril de 1999 | |             |
|        | Celso da Cruz Carneiro Ribeiro    | 19 de novembro de 1954                     |                                  | Ciências da Engenharia | PUC/Rio        | 28 de abril de 1999 | Co-Editor-Chefe do periódico Investigación Operativa (1991-1997) |             |
|        | George Alexandre dos Reis         | 05 de novembro de 1953 08 de abril de 2019 |                                  | Ciências Biomédicas    | UFRJ           | 28 de abril de 1999 | Demonstrou as funções do macrófago nas lesões cardíacas pós-estreptocócicas mediadas por linfócitos T                                                                                       | [ 2 ] [ 3 ] |
|        | Helena Bonciani Nader             | 05 de novembro de 1947                     | São Paulo, SP                    | Ciências Biomédicas    | UNIFESP        | 28 de abril de 1999 | Presidenta da SBPC (2011 - 2017) |             |
|        | Israel Vainsencher                | 20 de fevereiro de 1948                    | Recife, PE                       | Ciências Matemáticas   | PUC/Rio        | 28 de abril de 1999 | |             |
|        | Jorge Daniel Riera                | 15 de agosto de 1938                       | San Miguel de Tucumán, Argentina | Ciências da Engenharia | UNT, Argentina | 28 de abril de 1999 | |             |
|        | Jorge Guillermo Hounie            | 16 de julho de 1947                        |                                  | Ciências Matemáticas   | UNS, Argentina | 28 de abril de 1999 | |             |
|        | José Claudio Geromel              | 03 de julho de 1952                        | Itatiba, SP                      | Ciências da Engenharia | UNICAMP        | 28 de abril de 1999 | |             |
|        | Marco-Aurelio De Paoli            | 29 de março de 1949                        | Belo Horizonte, MG               | Ciências Químicas      | UnB            | 28 de abril de 1999 | Blendas de polímeros condutores e polímeros isolantes |             |
|        | Paulo Murilo Castro de Oliveira   | 01 de junho de 1949 02 de maio de 2023     |                                  | Ciências Físicas       | PUC/Rio        | 28 de abril de 1999 | | [ 4 ] [ 5 ] |
|        | Rafael Linden                     | 06 de agosto de 1951                       | Rio de Janeiro, RJ               | Ciências Biomédicas    | UFRJ           | 28 de abril de 1999 | Formulação o conceito de competição dendrítica Demonstrou o controle aferente da degeneração neuronal programada durante a embriogênese do sistema nervoso                                  |             |
|        | Raimundo Braz Filho               | 19 de abril de 1935                        | Pacatuba, CE                     | Ciências Químicas      | UFC            | 28 de abril de 1999 | |             |
|        | Rodrigo Correa de Oliveira        | 06 de abril de 1956                        | Belo Horizonte, MG               | Ciências Biomédicas    | UFMG           | 28 de abril de 1999 | IL-10 tem papel central no controle da morbidade por esquistossomose mansoni humana |             |
|        | Waldyr Muniz Oliva                | 16 de junho de 1930                        | Santos, SP                       | Ciências Matemáticas   | USP            | 28 de abril de 1999 | |             |
|        | Walter Araujo Zin                 | 16 de junho de 1952                        | Rio de Janeiro, RJ               | Ciências Biomédicas    | UFRJ           | 28 de abril de 1999 | |             |
|        | Walter Arno Mannheimer            | 01 de janeiro de 1932                      | Rio de Janeiro,RJ                | Ciências da Engenharia | UFRJ           | 28 de abril de 1999 | |             |
|        | Wilson Teixeira                   | 06 de agosto de 1950                       | São Paulo, SP                    | Ciências da Terra      | USP            | 28 de abril de 1999 | |             |
|        | Yoshiharu Kohayakawa              | 27 de agosto de 1963                       | Marília, SP                      | Ciências Matemáticas   | USP            | 28 de abril de 1999 | Seu número de Erdős é 1 |             |